# Opactwo Iona
Opactwo Iona (ang.: Iona Abbey, gael.: Abaid Ì ),  położone jest na wyspie Iona, tuż przy wyspie Mull, na zachodnim wybrzeżu Szkocji. To jeden z najstarszych i najważniejszych chrześcijańskich ośrodków religijnych w Europie Zachodniej. Opactwo stanowiło centrum rozprzestrzeniania się chrześcijaństwa w całej Szkocji.

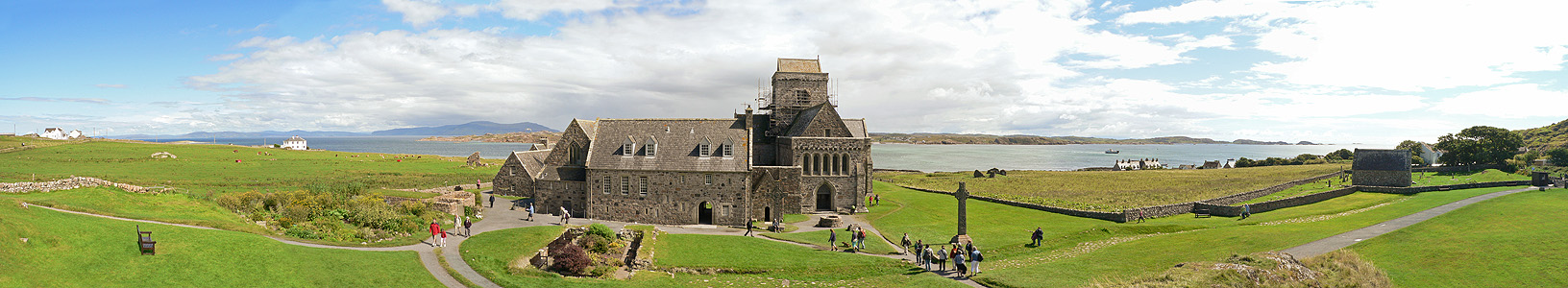
Widok panoramiczny Opactwa Iona (kliknij, aby powiększyć)

## Historia

### Początki
W 563 r. św. Kolumban przybył na wyspę Iona z Irlandii z dwunastoma zakonnikami i założył tu klasztor. Stał się on centrum szerzenia chrześcijaństwa wśród Piktów i Szkotów. Prawdopodobnie w tym klasztorze powstały słynne manuskrypty, np. Book of Kells. Opactwo było wielokrotnie atakowane przez wikingów: w 795, w 802 i w 806 r. (wtedy 68 mnichów zostało zmasakrowanych w Zatoce Męczenników). Spowodowało to przeniesienie się mnichów do Columban Abbey w Kells w Irlandii. Inni mnisi z Iona uciekli na kontynent (obecna Belgia, Francja i Szwajcaria). W 825 r. wikingowie zamordowali w Iona pozostałych mnichów a opactwo spalili. Jednak przypuszczalnie klasztor istniał tu nadal.

### Opactwo benedyktynów
W 1164 r. rozbudowano kościół w Iona, a w 1203 r. osiadły tu dwa zakony: benedyktyni i augustianki, budując dwa klasztory: męski (na fundamentach dawnego klasztoru św. Kolumbana) i żeński (zwany Iona Nunnery). Dla Szkocji symbolicznie oznaczało to zwycięstwo liturgii rzymskiej nad dawną liturgią irlandzką, zwalczaną przez Kościół rzymskokatolicki.
Kościół opactwa ponownie został znacznie rozbudowany w XV wieku i stał się kościołem katedralnym i siedzibą biskupa Wysp (bishop of the Isles) w 1507 r. Reformacja w Szkocji w 1560 r. zniosła wszystkie klasztory i skonfiskowała ich majątek, zakonnicy zostali wygnani, a cenne biblioteki klasztorne zniszczono lub rozproszono. Ponieważ nowa, panująca w Szkocji wiara- kalwinizm – nie tolerowała kultu rzeźb i obrazów, Opactwo Iona sfanatyzowany tłum w 1561 r. ogołocił z dzieł sztuki sakralnej, niszcząc je na miejscu, np. rozbito setki ozdobnych, kamiennych krzyży wotywnych, z których słynęła wyspa.
Zrujnowane Opactwo stało się własnością rodziny MacLean. W okresie 1635–1688 Opactwo przeżyło krótkotrwałe odrodzenie, gdy zostało ponownie siedzibą biskupa Wysp, tym razem episkopalnego. Potem jednak stało się własnością hrabiów Argyll i aż do końca XIX wieku pozostawało w ruinie. Mimo to w zrujnowanym kościele miejscowi mieszkańcy odprawiali nadal nabożeństwa, ponieważ był to jedyny kościół na wyspie.

### Odbudowa
W 1899 r. książę Argyll przekazał fundacji Iona Cathedral Trust (należącej do Kościoła Szkocji) własność ruin Opactwa Iona, a fundacja podjęła prace rekonstrukcyjne. W 1938 r. Opactwo przejęła ekumeniczna „Wspólnota Iona”, która prowadzi dalszą rekonstrukcję budynków Opactwa, aż do dzisiaj.
Przekazy historyczne mówią, że w Opactwie Iona zostało pochowanych aż 48 wczesnych królów szkockich, a także królowie  Irlandii, Norwegii i Francji. Jednak współcześni uczeni odnoszą się sceptycznie do tych twierdzeń, które są przypuszczalnie tylko legendą, mającą podnieść prestiż Opactwa.  Tym niemniej, z pewnością pochowano tu różnych władców, zwanych Lords of the Isles i innych prominentnych członków klanów szkockich, w tym kilku wodzów klanu MacLeod.

## Zabytki
- dawny kościół katedralny NMP
- romański klasztor
- pustelnia św. Kolumbana
- kościół (obecnie kaplica) św. Otterana (najstarszy na wyspie)
- kamienne krzyże wotywne z VIII wieku
- ruiny klasztoru augustianek (Nunnery)
- cmentarz św. Otterana (St. Oran's Cemetery, gael.: Reilig Odhrain), najstarszy chrześcijański cmentarz w Szkocji[4]

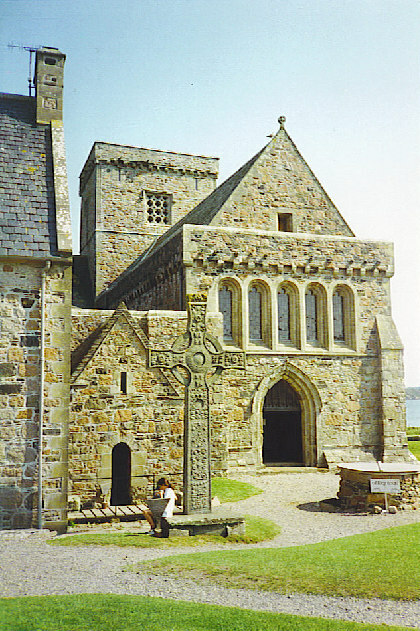
Wejście do klasztoru  i krzyż wotywny św. Jana
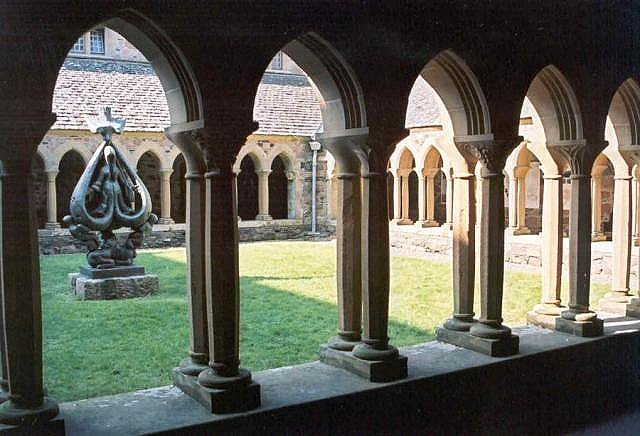
Krużganek klasztoru na Iona
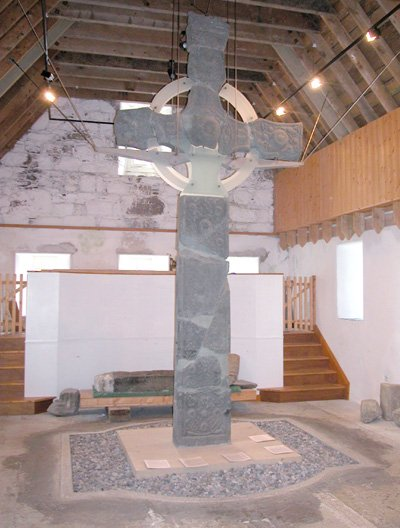
Zrekonstruowany krzyż celtycki na Iona
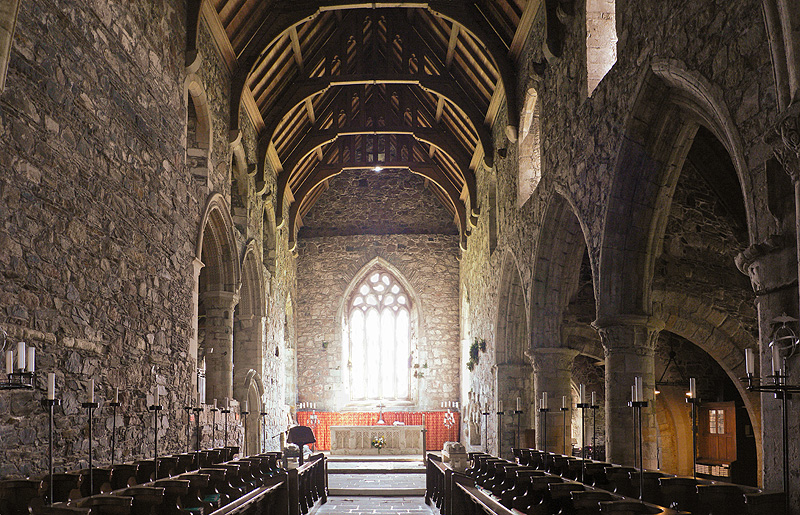
Wnętrze kościoła Opactwa
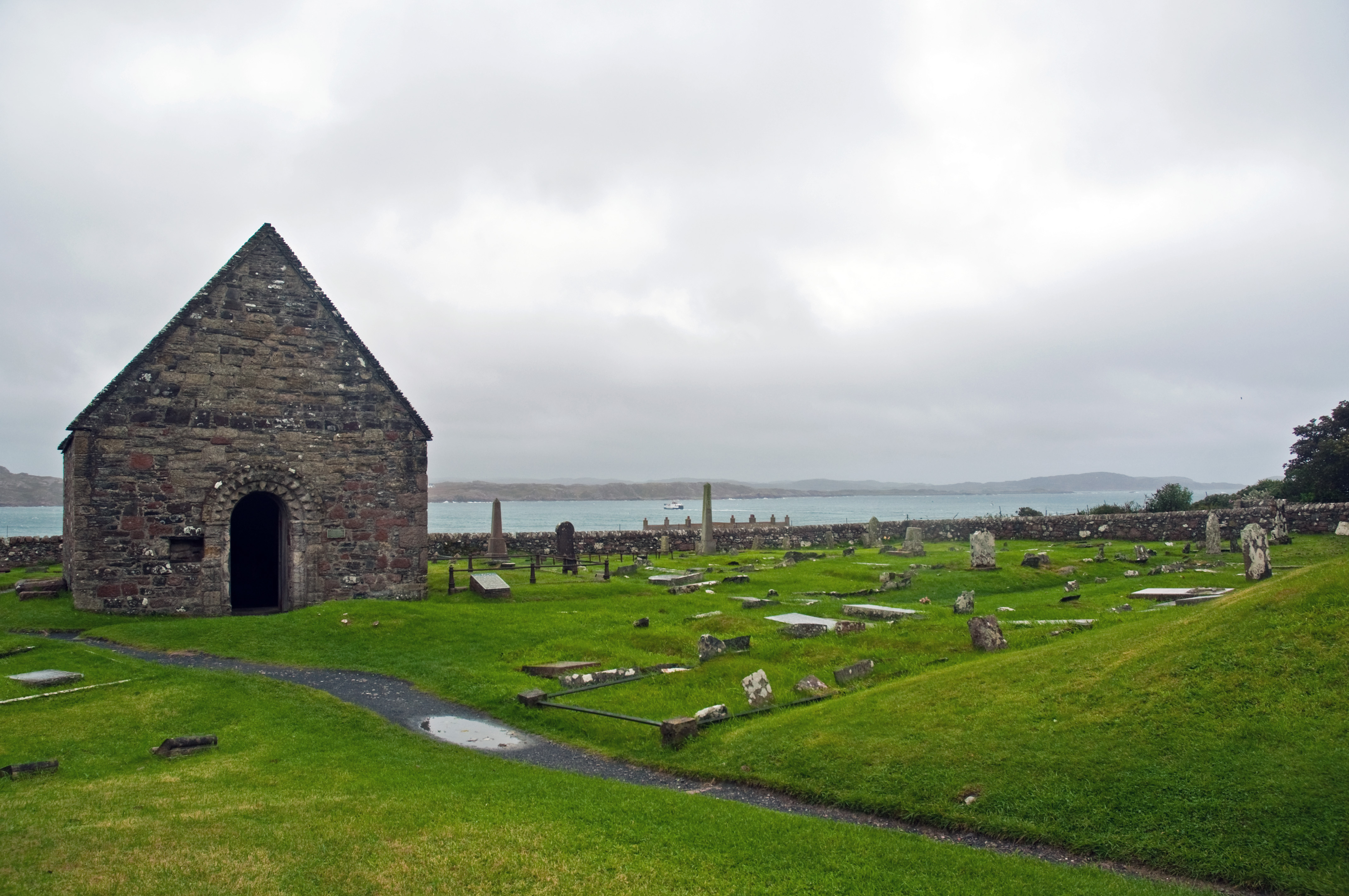
Kościół i cmentarz św. Otterana